# 莱比朗日
莱比朗日（法語：Les Billanges，法語發音：[le bilɑ̃ʒ]）是法国新阿基坦大区上维埃纳省的一个市镇，属于利摩日区。

## 地理
莱比朗日（45°57'50"N, 1°32'0"E）面积22.61 平方千米，位于法国新阿基坦大区上维埃纳省，该省份为法国中西部省份，北起顺时针与安德尔省、克勒兹省、科雷兹省、多爾多涅省、夏朗德省和维埃纳省接壤。
与莱比朗日接壤的市镇（或旧市镇、城区）包括：雅布雷耶莱博尔德、沙特吕勒马谢、圣古索、圣马丹圣卡特琳、圣皮埃尔谢里尼亚、拉容谢尔圣莫里斯、圣洛朗莱塞格利斯。

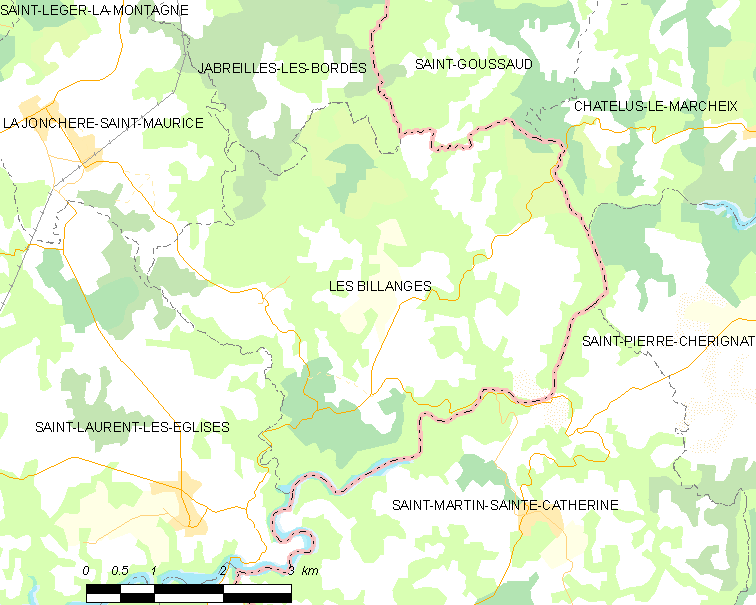
莱比朗日的OSM定位图

莱比朗日的时区为UTC+01:00、UTC+02:00（夏令时）。

## 行政
莱比朗日的邮政编码为87340，INSEE市镇编码为87016。

## 政治
莱比朗日所属的省级选区为昂巴扎克县。

## 人口

1962-2008年间莱比朗日人口变化图示

莱比朗日于2022年1月1日时的人口数量为298人。